# Tmesisternus strigosus
Tmesisternus strigosus är en skalbaggsart som beskrevs av Francis Polkinghorne Pascoe 1868. Tmesisternus strigosus ingår i släktet Tmesisternus och familjen långhorningar. Inga underarter finns listade i Catalogue of Life.